# Desseaux
Desso is een tapijtfabriek met productievestigingen in Nederland en België en een hoofdkantoor in Waalwijk. De naam is afgeleid van de oorspronkelijke naam: Tapijtfabriek H. Desseaux NV in Oss.

## Geschiedenis
Het bedrijf Desso was de merknaam van een in 1939 door de Belg Henri Desseaux opgericht bedrijf.
In 1939 begon Desseaux voor zichzelf in Oss met een tapijtfabriek en in 1946 werd aan de Molenweg een fabriek gebouwd met Marshallhulp.
Desseaux was reeds in 1935 naar Oss gekomen door de crisistijd in opdracht van Tapis Mouscron te België, er mocht toen geen tapijt ingevoerd worden door Belgische fabrieken.
In 1965 nam Desseaux de tapijtfabriek Union NV te Sint-Gillis-bij-Dendermonde over. Reeds eerder in 1964 had Desseaux de fabriek van Van Hoorick & Cie., Anc. Ets. Aurora Wilton Carpets NV te Waasmunster ingelijfd.
In 1966 werden de twee Belgische dochters gefuseerd tot Tapijtfabriek H. Desseaux België NV. De productie van dekens, meubelstoffen en pantoffelstoffen bij deze bedrijven werd gestaakt, en men ging enkel nog vloerbedekkingen maken.
In 1982 nam Desso de Osse concurrent, tapijtfabriek Bergoss over.
Deze verkeerde sinds 1981 in surseance van betaling. De curator voerde overnamebesprekingen met Desso, met een faillissement van Bergoss als uitgangspunt, waarbij als voorwaarde gold dat 100 van de 200 arbeidsplaatsen moesten verdwijnen. Na het faillissement van Bergoss op 6 januari 1982 nam Desso de gezonde delen ervan over, en 84 medewerkers konden bij Desso in dienst treden. Omstreeks deze tijd vond een kaalslag in de tapijtindustrie plaats waarbij ook de fabrikanten Veneta en Verto sneuvelden. In 1983 werd de tapijtgarenspinnerij te Oss gesloten en overgebracht naar Sint-Gillis-bij-Dendermonde, waarbij 50 arbeidsplaatsen verloren gingen.
In 1985 kreeg Deutsche Linoleum Werke AG, een concurrerend bedrijf, de meerderheid van aandelen wat in 1993 leidde tot een totale overname. In 1985 waren 957 mensen in dienst. Reeds toen werden kunstgrashockeyvelden aangelegd door het bedrijf. Het kunstgras wordt gemaakt uit zogenaamde grasgarens. In de daaropvolgende jaren werden de kunstgrasvelden langzaamaan ook door de voetbalbonden erkend, waardoor een veel grotere afzetmarkt ontstond. In 1988 nam Desseaux een belang van 33% in een derde Osse tapijtfabriek, Ossfloor geheten. Dit bedrijf was voordien in handen van twee Zwitserse beleggingsmaatschappijen en er werkten toen 240 mensen. Hier werden geen geweven, maar bedrukte tapijten gemaakt. Later zou Ossfloor geheel worden overgenomen en als een merknaam binnen Desseaux worden gebruikt.
Desseaux heeft tapijten vervaardigd voor cruiseschepen, vliegtuigen en hotels, onder meer het tapijt voor het Paleis op de Dam, ontworpen door Ria van Eyk (1996).
In 1998 werd Desso overgenomen door Armstrong World Industries Inc. In 2003 sloot de Osse tapijtfabriek haar poorten. Hierbij verloren 70 mensen hun baan. De productie werd overgebracht naar de Desso vestiging in Waasmunster. Oss bleef nog wel de uitvalsbasis voor de aanlegteams van de sportveldendivisie van Desso. De kunstgrastapijten worden in Dendermonde geproduceerd. In de vestiging te Waalwijk worden tapijttegels geproduceerd. In 2007 verkocht Armstrong het bedrijf aan NPM Capital NV, wat onderdeel is van SHV Holdings. Armstrong was in moeilijkheden gekomen door een asbestaffaire in de Verenigde Staten. Aldus kwam Desso in Nederlandse handen en Stef Kranendijk werd de bedrijfsleider.
In 2008 verhuisde de Desso-tapijtfabriek en -weverij te Waasmunster naar Sint-Gillis-bij-Dendermonde. De 87 werknemers moesten meeverhuizen. Het Waalwijkse bedrijf ging zich bezighouden met tapijtrecycling, waarbij machines zijn aangeschaft die het materiaal van tapijttegels en kunstgrastegels weer voor hergebruik geschikt maken. Desso telde in 2008 ongeveer 1000 medewerkers met fabrieken in Waalwijk, Oss en Sint-Gillis-bij-Dendermonde. Het productassortiment bestond uit tapijten, tapijttegels, kunstgrastegels en kunstgrasmatten.
In 2014 werd Desso overgenomen door de Franse vloeren- en sportvloerengigant Tarkett. De beursgenoteerde Tarkett heeft overeenstemming bereikt met investeerder Bencis Capital Partners en kleinere aandeelhouders van de Nederlandse onderneming. De overnamesom werd niet bekendgemaakt. Bij Desso werken toen zo'n 820 mensen, verspreid over meerdere vestigingen in Europa. Het bedrijf behaalde in 2013 een omzet van 202 miljoen euro.

## Motte Spinnerij
De Motte Spinnerij te Lowingen was een grote spinnerij die in de jaren zestig van de 20e eeuw nog 2000 medewerkers telde. In 1982 werd het bedrijf overgenomen door Filip Verbeke en ging EM Filatures heten. In 1995 werd het bedrijf door Desseaux ingelijfd, en heette voortaan Desseaux Spinning. In 2001 ging dit bedrijf failliet. Een doorstart mocht niet baten. Door concurrentie uit lagelonenlanden verdween het bedrijf in 2004, waardoor ook de laatste 60 mensen hun baan verloren en de streek een voorheen belangrijke bedrijfstak.